# Johann Baptist Ullersperger
Johann Baptist Ullersperger (* 11. März 1798 in Neuburg an der Donau; † 15. September 1878 in München) war ein deutscher Mediziner und Leibarzt des Herzogs August von Leuchtenberg.

## Leben
Johann Baptist Ullersperger studierte ab 1817 an der Julius-Maximilians-Universität Würzburg Medizin, wurde 1822 in Würzburg mit seiner Dissertation Pathologisch-anatomische Beschreibung zweyer Missgeburten promoviert und übernahm nach einer längeren wissenschaftlichen Reise durch Norddeutschland und nach Paris  1824 die Stelle als Arzt des Leuchtenbergischen Herzoglichen Hauses.
Nach dem Tod des 2. Herzogs von Leuchtenberg Auguste de Beauharnais, der an den Folgen einer Angina am 28. März 1835 in Lissabon verstorben war, wurde Johann Baptist Ullersperger in den Ruhestand versetzt. Er ließ sich anschließend mit einer eigenen Praxis als Arzt in München nieder, betrieb diese noch bis 1847 und trat in der Zeit danach dann vor allem noch als Autor medizinischer Schriften in Erscheinung, die er zum Teil auch in französischer und spanischer Sprache veröffentlichte.
Am 4. September 1864 wurde Johann Baptist Ullersperger unter der Präsidentschaft des Arztes, Naturphilosophen und Malers Carl Gustav Carus mit dem akademischen Beinamen Hufeland III. unter der Matrikel-Nr. 2018 als Mitglied in die Kaiserliche Leopoldino-Carolinische Deutsche Akademie der Naturforscher aufgenommen.

## Schriften (Auswahl)
- Pathologisch-anatomische Beschreibung zweyer Missgeburten. Inaugural-Schrift, Carl Wilhelm Becker, Würzburg 1822 (Digitalisat)
- Die Anwendung der verschiedenen natürlichen Salzquellen in den Salinen bei Kissingen zu Heilzwecken, als kalte und warme Dunst- und Dampf-Bäder, als einfache Soolbäder, oder mit kohlensaurem Gase, Pandur, Mutterlauge etc. zusammengesetzt; dann als Mineralschlammbäder etc. etc. zu örtlichem und allgemeinem Gebrauche mit besonderer Berücksichtigung ihres therapeutischen Zweckes in Brustkrankheiten etc. Enke, Erlangen 1849 (Digitalisat)
- Die Herzbräune (Angina pectoris). Historisch, pathologisch und therapeutisch dargestellt. Eine von der Kaiserlichen Akademie zu Paris gekrönte Preisschrift. Heuser, Neuwied und Leipzig 1865 (Digitalisat)
- Die Frage über die Heilbarkeit der Lungenphthisen. Historisch, pathologisch und therapeutisch untersucht. Stahel, Würzburg 1867 (Digitalisat)
- Die Geschichte der Psychologie und der Psychiatrik in Spanien von des ältesten Zeiten bis zur Gegenwart. Stuber, Würzburg 1871 (Digitalisat)